# Roland Hayes
Pour les articles homonymes, voir Hayes.
Roland Wiltse Hayes, né le 3 juin 1887 à Curryville (Géorgie) et mort le 1er janvier 1977 à Boston (Massachusetts), est un musicien et ténor lyrique américain. Il est considéré comme le premier artiste afro-américain de concert classique à avoir eu un rayonnement national et international et à avoir enregistré des disques de musique vocale classique.

## Biographie et carrière
Roland Hayes naît le 3 juin 1887 à Curryville en Géorgie, près de Calhoun, de William Hayes et Fanny née Mann, anciens esclaves devenus cultivateurs sur la plantation Culpepper où Fanny était autrefois esclave. Son père meurt en 1898, Roland a alors onze ans, et sa mère déménage avec sa famille à Chattanooga, dans le Tennessee.
William Hayes affirmait avoir des ancêtres cherokees, tandis que son arrière-grand-père maternel, Aba Ougi (connu ensuite sous le nom Charles Mann) aurait été un chef de tribu dans l'actuelle Côte d'Ivoire avant d'être capturé et emmené en bateau en Amérique en 1790.
Dans sa prime enfance, Roland Hayes écoute et apprécie les chants negro-spirituals de l'église baptiste fondée par sa mère à Curryville.
Il devient chanteur, formé avec Arthur Calhoun[Qui ?] à Chattanooga et à l'université Fisk de Nashville. En tant qu'étudiant, il commence à se produire en tournée en public avec les chanteurs du Jubilé de Fisk (en) en 1911. Il poursuit ses études à Boston avec Arthur Hubbard qui l'héberge pour lui donner ses leçons indépendamment de ses étudiants blancs. Il est alors membre de la Fraternité Omega Psi Phi (ΩΨΦ).

Au cours de sa période estudiantine avec Hubbard, il est coursier à la Hancock Life Insurance Company pour subvenir à ses besoins. Puis il part étudier avec le chanteur et compositeur George Henschel à Londres, dans les pas de l'acteur Ira Aldridge.

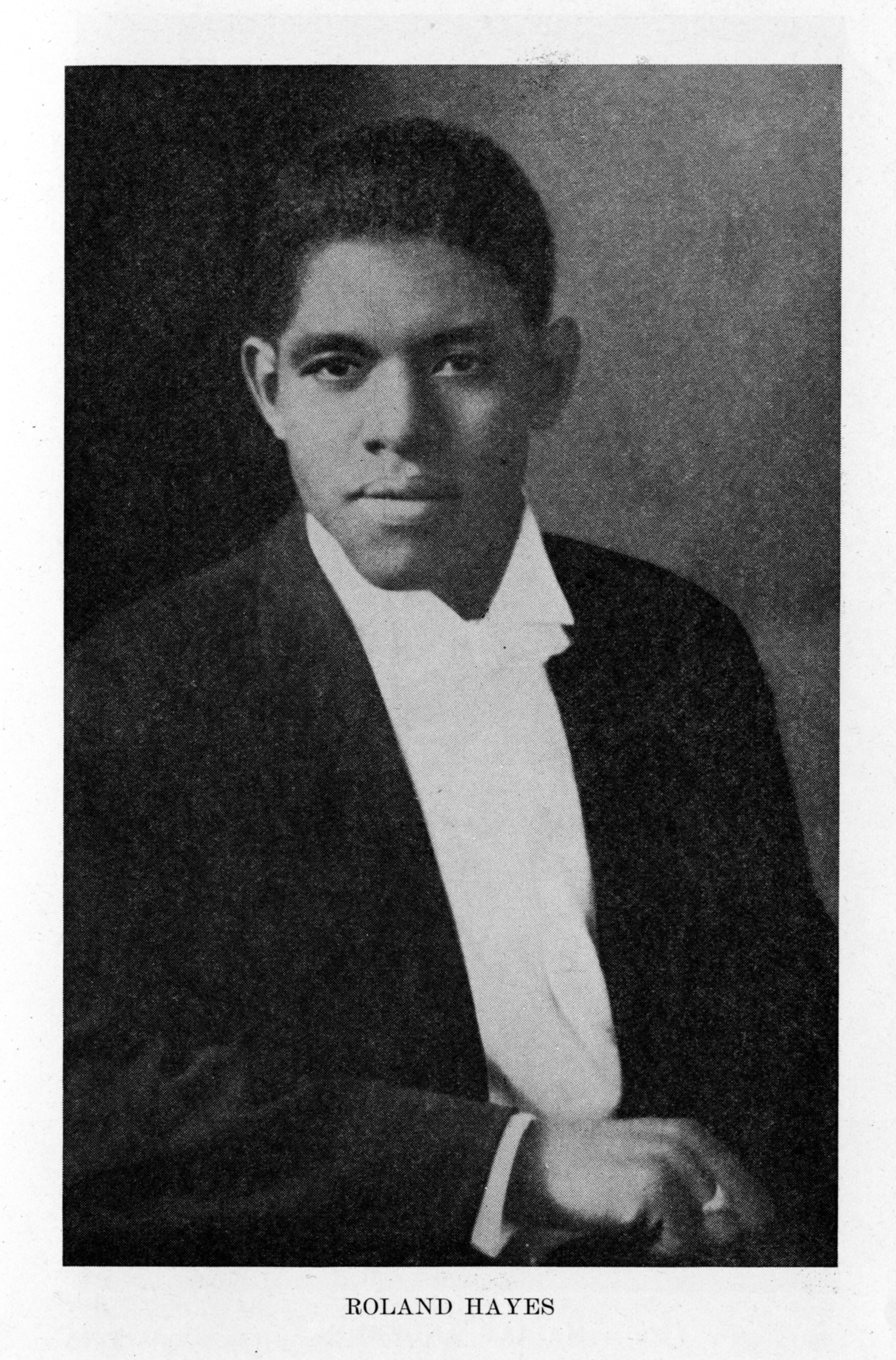
Roland Hayes en 1936.

Il commence ensuite à organiser ses propres récitals des deux côtés de l'Atlantique entre 1916 à 1919. Il chante aux Craig's Pre-Lenten Recitals et donne plusieurs concerts au Carnegie Hall de New York. Il fait ses débuts officiels cette même année au Symphony Hall de Boston, où il reçoit des critiques élogieuses. Il joue avec le Concert Orchestra de Philadelphie, au Colored Music Festivals d'Atlanta, et au Conservatoire de Washington. En 1917, il part en tournée avec le Hayes Trio qu'il forme avec le baryton William Richardson et le pianiste William Lawrence, son accompagnateur habituel. Ses débuts à Londres ont lieu en avril 1920 à l'Aeolian Hall, avec le pianiste Lawrence Brown pour l'accompagner. Hayes chante bientôt dans toutes les capitales d'Europe. Il est déjà très célèbre lorsqu'il rentre aux États-Unis en 1923. Le concert qu'il donne le 16 novembre 1923 avec l'Orchestre symphonique de Boston sous la direction de Pierre Monteux et au cours duquel il chante des airs de Berlioz et Mozart, ainsi que des spirituals, remporte un très grand succès et lui vaut de recevoir en 1924 la Spingarn Medal.
Hayes obtient la gérance du Boston Symphony Orchestra Concert Company et est également professeur de chant. Il gagne 100 000 dollars par an à ce stade de sa carrière. Les critiques louent ses capacités et ses talents linguistiques puisqu'il chante en français, en allemand et en italien. Il publie un recueil de spirituals en 1948 : My Songs : Aframerican Religious Folk Songs Arranged and Interpreted.

## Vie privée
En 1925, lors d'un concert donné en mémoire du défunt empereur François-Joseph Ier d'Autriche, au château de Schönbrunn à Vienne, Roland Hayes rencontre une aristocrate, Bertha Kolowrat-Krakowská (cs) (1890-1982), mariée au comte Hieronymus de Colloredo-Mannsfeld (1870-1942), membre d'une famille princière allemande, de qui elle a déjà quatre fils. Roland Hayes et la comtesse Bertha entament une liaison dont naîtra secrètement en 1926 à Bâle en Suisse, une fille non reconnue par Roland Hayes et que le comte de Colloredo-Mannsfeld refuse d'assimiler à sa descendance. Pour éviter le scandale, la comtesse fuit Vienne pour s'installer dans le Gers, en France, avec sa fille adultérine « Maya » Maria Dolores Franzyska Kolowrat-Krakowská (1926-1982). Cette dernière épousera un émigré russe, « Youra » Youri Bogdanoff (1928-2012) , et ils seront les parents de cinq enfants, dont les jumeaux animateurs de télévision Igor et Grichka Bogdanoff,,,.
En février 1932, Roland Hayes se marie avec Helen Alzada Mann (1893-1988), une de ses cousines. Ils donnent naissance à une fille, Afrika Hayes, née en 1933.

### Racisme
Avant de quitter Prague pour Berlin en 1924, Hayes est averti par le consul général américain de ne pas se rendre en Allemagne tant que les armées d'occupation n'en sont pas retirées car les Allemands ont alors des sentiments amers d'être occupés par des troupes comprenant des soldats noirs. Une lettre ouverte à l'ambassadeur américain est publiée dans un journal berlinois, appelant « à prévenir une certaine calamité : à savoir, le concert d'un nègre américain venu à Berlin pour souiller le nom des poètes et compositeurs allemands ». Malgré cette protestation, Hayes ne peut y croire et se rend à son récital au Konzerthaus de Berlin sans difficulté. Quand il apparaît sur scène, plusieurs membres du public se mettent à le huer et à le siffler. Malgré ce climat hostile, Hayes commence à chanter Du bist die Ruh, un lied du compositeur autrichien Franz Schubert. La voix remarquable et le talent musical de Hayes conquièrent le public et son concert est un succès.
Au temps de la ségrégation raciale aux Etats-Unis, Hayes est vivement critiqué à la fois par des partisans et des adversaires des lois Jim Crow, pour avoir d'abord joué dans un théâtre non-ségrégué à Washington, le 5 janvier 1926, puis dans un théâtre aux sièges séparés pour les Noirs et les Blancs à Baltimore, deux jours plus tard.

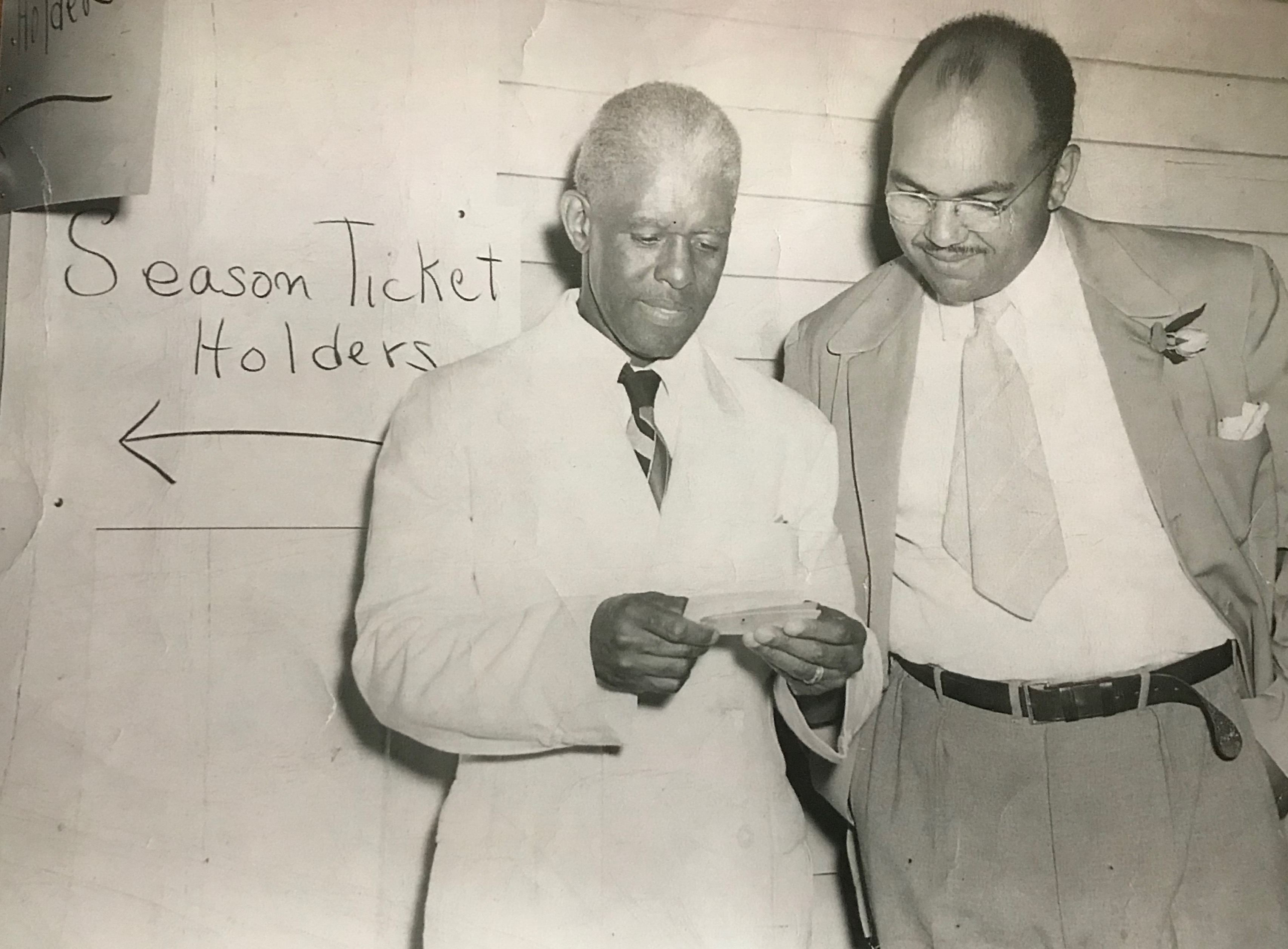
Roland Hayes (à gauche) et Julian Steele (à droite) au West Newbury Town Hall.

En 1942, Hayes, sa femme et sa fille sont jetés hors d'un magasin de chaussures de Rome, en Géorgie, pour s'être assis dans la partie du magasin réservée aux Blancs. Bien qu'ils s'y soient assis par erreur et n'aient pas résisté à leur éviction, ils sont arrêtés et battus par la police. L'histoire reçoit une attention nationale et Hayes, artiste célèbre et citoyen estimé, obtient de nombreuses marques de sympathie et de solidarité de tout le pays et d'Amérique latine. Le policier agresseur, en outre, est licencié et des accusations fédérales seront portées contre lui. Un poème de Langston Hughes, intitulé How About It, Dixie, fait référence à l'incident,.
Hayes enseigne au Black Mountain College (académie d'art) pour l'institut d'été de 1945 où son concert public aux sièges non séparés (entre Noirs et Blancs) est, selon l'historien et biographe Martin Duberman, « l'un des grands moments de l'histoire de Black Mountain ». Après ce concert où tout s'est bien déroulé, la faculté a son premier étudiant noir à temps plein.

## Postérité
- En 1982, l'université du Tennessee à Chattanooga ouvre un nouveau centre musical : le Roland W. Hayes Concert Hall. La salle de concert est située au Centre des beaux-arts Dorothy Patten.
- Le Roland Hayes Committee est formé en 1990 pour défendre l’implication de Roland Hayes dans le Georgia Music Hall of Fame. En 1992, lorsque le Calhoun Gordon Arts Council est formé, le Roland Hayes Committee est renommé le Roland Hayes Music Guild and Museum à Calhoun, Géorgie. Sa fille Afrika assiste à l'ouverture.
- Une plaque à sa mémoire est située sur les terrains de la Calhoun High School de Calhoun, Géorgie, à l'angle nord-ouest du campus devant l'entrée du Calhoun Civic Auditorium[14].

## Discographie
Premier artiste afro-américain à avoir enregistré sa voix, Hayes laisse un legs discographique très étendu, des spirituals à des airs d'opéras, en passant par de Machaut et Monteverdi.
- The Life of Christ, Vanguard, 1954
- Christmas Carols of the Nation, Vanguard, 1954
- Art sSongs and Spirituals, Veritas, 1967
- The Art of Roland Hayes, Six Centuries of Songs, Vanguard
- A Roland Hayes Recital, A440 Records